# Giuseppe Carlo Luigi d'Asburgo-Lorena
Giuseppe Carlo Luigi d'Austria (in tedesco: Erzherzog Joseph Karl Ludwig von Österreich; Bratislava, 2 marzo 1833 – Fiume, 13 giugno 1905) è stato generale dell'esercito austro-ungarico.

## Biografia
Giuseppe Carlo Luigi era figlio di Giuseppe d'Asburgo-Lorena, e della sua terza moglie, la duchessa Maria Dorotea di Württemberg. Venne educato dai monaci benedettini tra i quali Flóris Rómer.

## Carriera
Come altri membri della famiglia venne poi destinato alla carriera militare. Nel 1845 entrò nell'esercito imperiale. Nel 1853 fu il maggiore del III° reggimento dei dragoni (a quel tempo il reggimento era a Kecskemét e a Kiskunfélegyháza), quindi lasciò la cavalleria per un breve periodo e prestò servizio nel 60º reggimento di fanteria a Wasa. Dal 1855 divenne colonnello dell'8º reggimento dei dragoni e fu promosso al grado di colonnello del 37º reggimento di fanteria, di cui prese il nome. Nel 1860 divenne maggior generale.
Nel 1866 fu coinvolto in una serie di battaglie nella guerra austro-prussiana. Prese parte alle battaglie di Schweinschad e Königgrätz. Il 3 luglio, l'arciduca Giuseppe diresse le sue truppe per un lungo periodo, trattenendo l'esercito prussiano. Nel 1867, alla morte del fratellastro Stefano, divenne Palatino d'Ungheria, ma tale carica fu esclusivamente onorifica.
Il 5 dicembre 1868 gli fu incaricato di organizzare l'esercito reale ungherese, diventandone il comandante fino alla sua morte. Nel 1874 giunse al grado di generale di cavalleria.

### Attività scientifiche e sociali
Giuseppe Carlo non era solo popolare in Ungheria per i suoi meriti militari, ma perché prendeva parte a ogni manifestazione della vita sociale e culturale del paese per mostrare la sua passione per l'Ungheria. Dopo il suo matrimonio si trasferì in Ungheria e si stabilì nella tenuta di famiglia ad Alcsút. Con grande passione, si è preso cura dell'arboreto di Alcsút, conducendo ricerche botaniche, i cui risultati sono stati pubblicati in diversi studi. Ha fondato una fattoria orticola a Kisjenő e Alcsúton. Ha anche posseduto l'Isola Margherita a Budapest, dove fece costruire un resort e un ponte che collegava l'isola alle sponde del fiume.
Nel 1873 il quartier generale si trasferì nel Palazzo Teleki. Dopo il 1889, quando gli uffici furono trasferiti nell'edificio del nuovo Ministero della difesa reale ungherese costruito a Piazza Dísz, l'arciduca acquistò il Palazzo Teleki per sé. Nel 1902, lo ricostruì e lo ampliò, basato sui progetti di Flóris Korb e Kálmán Giergl.
Ha lavorato duramente per far crescere l'industria, tra gli altri è stato il fondatore dell'Associazione economica ungherese. Ha anche contribuito alla creazione di molte organizzazioni benefiche. Comprò anche il monastero di Frangepan nella città balneare croata come luogo di cura e di vacanza per i soldati. Fu anche il protettore dell'Associazione Policlinica di Budapest e del Sanatorio per le malattie respiratorie. Era interessato alla natura, in particolare alla botanica.
In giovane età imparò la lingua gitana quando era luogotenente della fanteria a Wasa, e da quel momento aveva a che fare con la lingua e il folklore gitano. È stato il primo a prendere provvedimenti concreti per il reinserimento degli zingari in Ungheria con mezzi di sostentamento permanenti. Ha guadagnato fama internazionale attraverso la sua ricerca sui rom. Ha scritto il primo dizionario gitano-ungherese e il primo libro di grammatica zingara pubblicato dall'accademia delle scienze ungherese.
Ha preso una parte significativa nell'organizzazione dei vigili del fuoco in Ungheria. Ha lanciato la pubblicazione geografica ed etnografica della monarchia austro-ungarica. Dei 21 volumi, 7 riguardano l'Ungheria contemporanea.

## Matrimonio
Il 12 maggio 1864, a Coburgo, sposò Clotilde di Sassonia-Coburgo-Kohary, figlia di Augusto di Sassonia-Coburgo-Kohary e di Clementina d'Orléans.
La coppia ebbe sette figli:
- Arciduchessa Elisabetta Clementina (1865-1866);
- Arciduchessa Maria Dorotea (1867-1932), sposò Luigi Filippo Roberto d'Orléans;
- Arciduchessa Margherita Clementina (1870-1950), sposò Alberto I di Thurn und Taxis;
- Arciduca Giuseppe Augusto (1872-1962);
- Arciduca Ladislao Filippo (1875-1915);
- Arciduchessa Elisabetta Enrichetta (1883-1958);
- Arciduchessa Clotilde Maria (1884-1903).

## Morte
Nel 1881 l'arciduca acquistò Villa Giuseppe a Fiume. I piccoli castelli circostanti furono acquistati e demoliti per ottenere più acri di terra per la costruzione del parco. Il castello fu ristrutturato e ampliato dagli architetti croati Pietro e Raffaelle Culotti (1892-1895). Il castello fu la residenza invernale della famiglia arciduca fino al 1916.
Giuseppe Carlo Luigi condusse una vita molto felice accanto alla moglie e ai numerosi figli. Padre amorevole, conobbe tuttavia la tristezza di perdere tre dei suoi figli. Fu la morte prematura della figlia più giovane, l'arciduchessa Clotilde, nel 1903, ad accelerare la sua stessa. Profondamente addolorato e affetto da un cancro generalizzato, morì nel 1905.

## Ascendenza
|                                             |                                    |                                         | Genitori                                       |  |  | Nonni |  |  | Bisnonni              |  |  | Trisnonni          |  |
|                                             |                                    |                                         |                                                |  |  |       |  |  | Francesco I di Lorena |  |  | Leopoldo di Lorena |  |
|                                             |                                    |                                         |                                                |  |  |       |  |  | Francesco I di Lorena |  |  | Leopoldo di Lorena |  |
|                                             |                                    | Elisabetta Carlotta di Borbone-Orléans  |                                                |  |  |       |  |  | Francesco I di Lorena |  |  |                    |  |
| Leopoldo II d'Asburgo-Lorena                |                                    |                                         |                                                |  |  |       |  |  | Francesco I di Lorena |  |  |                    |  |
|                                             |                                    | Maria Teresa d'Austria                  | Carlo VI d'Asburgo                             |  |  |       |  |  |                       |  |  |                    |  |
|                                             |                                    | Maria Teresa d'Austria                  | Carlo VI d'Asburgo                             |  |  |       |  |  |                       |  |  |                    |  |
|                                             |                                    | Maria Teresa d'Austria                  | Elisabetta Cristina di Brunswick-Wolfenbüttel  |  |  |       |  |  |                       |  |  |                    |  |
| Arciduca Giuseppe, Palatino d'Ungheria      |                                    | Maria Teresa d'Austria                  |                                                |  |  |       |  |  |                       |  |  |                    |  |
|                                             |                                    | Carlo III di Spagna                     | Filippo V di Spagna                            |  |  |       |  |  |                       |  |  |                    |  |
|                                             |                                    | Carlo III di Spagna                     | Filippo V di Spagna                            |  |  |       |  |  |                       |  |  |                    |  |
|                                             |                                    | Carlo III di Spagna                     | Elisabetta Farnese                             |  |  |       |  |  |                       |  |  |                    |  |
| Maria Ludovica di Borbone-Spagna            |                                    | Carlo III di Spagna                     |                                                |  |  |       |  |  |                       |  |  |                    |  |
|                                             |                                    | Maria Amalia di Sassonia                | Augusto III di Polonia                         |  |  |       |  |  |                       |  |  |                    |  |
|                                             |                                    | Maria Amalia di Sassonia                | Augusto III di Polonia                         |  |  |       |  |  |                       |  |  |                    |  |
|                                             |                                    | Maria Amalia di Sassonia                | Maria Giuseppa d'Austria                       |  |  |       |  |  |                       |  |  |                    |  |
| Arciduca Giuseppe Carlo d'Austria           |                                    | Maria Amalia di Sassonia                |                                                |  |  |       |  |  |                       |  |  |                    |  |
|                                             | Federico II Eugenio di Württemberg | Carlo I Alessandro di Württemberg       |                                                |  |  |       |  |  |                       |  |  |                    |  |
|                                             | Federico II Eugenio di Württemberg | Carlo I Alessandro di Württemberg       |                                                |  |  |       |  |  |                       |  |  |                    |  |
|                                             | Federico II Eugenio di Württemberg | Maria Augusta di Thurn und Taxis        |                                                |  |  |       |  |  |                       |  |  |                    |  |
| Ludovico Federico Alessandro di Württemberg | Federico II Eugenio di Württemberg |                                         |                                                |  |  |       |  |  |                       |  |  |                    |  |
|                                             |                                    | Federica Dorotea di Brandeburgo-Schwedt | Federico Guglielmo di Brandeburgo-Schwedt      |  |  |       |  |  |                       |  |  |                    |  |
|                                             |                                    | Federica Dorotea di Brandeburgo-Schwedt | Federico Guglielmo di Brandeburgo-Schwedt      |  |  |       |  |  |                       |  |  |                    |  |
|                                             |                                    | Federica Dorotea di Brandeburgo-Schwedt | Sofia Dorotea di Prussia                       |  |  |       |  |  |                       |  |  |                    |  |
| Maria Dorotea di Württemberg                |                                    | Federica Dorotea di Brandeburgo-Schwedt |                                                |  |  |       |  |  |                       |  |  |                    |  |
|                                             |                                    | Carlo Cristiano di Nassau-Weilburg      | Carlo Augusto di Nassau-Weilburg               |  |  |       |  |  |                       |  |  |                    |  |
|                                             |                                    | Carlo Cristiano di Nassau-Weilburg      | Carlo Augusto di Nassau-Weilburg               |  |  |       |  |  |                       |  |  |                    |  |
|                                             |                                    | Carlo Cristiano di Nassau-Weilburg      | Augusta Federica Guglielmina di Nassau-Idstein |  |  |       |  |  |                       |  |  |                    |  |
| Enrichetta di Nassau-Weilburg               |                                    | Carlo Cristiano di Nassau-Weilburg      |                                                |  |  |       |  |  |                       |  |  |                    |  |
|                                             |                                    | Carolina d'Orange-Nassau                | Guglielmo IV, Principe d'Orange                |  |  |       |  |  |                       |  |  |                    |  |
|                                             |                                    | Carolina d'Orange-Nassau                | Guglielmo IV, Principe d'Orange                |  |  |       |  |  |                       |  |  |                    |  |
|                                             |                                    | Carolina d'Orange-Nassau                | Anna, Principessa Reale                        |  |  |       |  |  |                       |  |  |                    |  |
|                                             |                                    | Carolina d'Orange-Nassau                |                                                |  |  |       |  |  |                       |  |  |                    |  |